# Куарон, Альфонсо
Альфо́нсо Куаро́н Оро́ско (исп. Alfonso Cuarón Orozco; род. 28 ноября 1961, Мехико, Мексика) — мексиканский кинорежиссёр, сценарист, продюсер и монтажёр. Обладатель двух премий «Оскар» («Лучшая режиссура», «Лучший монтаж») за работу над фильмом «Гравитация» (2013), награды Венецианского кинофестиваля за сценарий к фильму «И твою маму тоже» (2001), премии «Золотой лев» Венецианского кинофестиваля (2018), а также «Золотого глобуса» за лучшую режиссуру за фильм «Рома». Куарон, Гильермо дель Торо и Алехандро Г. Иньярриту известны в киноиндустрии как «Три амиго».
Среди самых известных работ режиссёра — экранизация романа Дж. К. Роулинг «Гарри Поттер и узник Азкабана» (2004), антиутопия «Дитя человеческое» (2006) и камерный технотриллер «Гравитация» (2013). Постановка последнего масштабного проекта принесла Куарону многочисленные награды, среди которых «Золотой глобус», BAFTA и «Оскар». 22 января 2019 года был номинирован на «Оскар» в пяти категориях, включая «Лучший фильм» и «Лучшая режиссура» (фильм «Рома»), и в итоге одержал победу в номинациях «Лучшая режиссура», «Лучший фильм на иностранном языке» и «Лучшая операторская работа».

## Биография
Отец — Альфредо Куарон, специалист по ядерной физике, долгое время работавший в МАГАТЭ. Братья Карлос (род. 1966) и Альфредо.
Альфонсо Куарон изучал философию и кинематографическое искусство в Национальном автономном университете Мехико. Окончив его, работал на мексиканском телевидении, сначала техником, а потом режиссёром. Телевизионная работа привела к тому, что его назначили ассистентом режиссёра в нескольких латиноамериканских фильмах (таких как «Gaby: A True Story» и «Romero»), и в 1991 году состоялся его дебют на большом экране.
«Sólo con tu pareja» (дословно — «Только с твоим партнёром», название прокатной англоязычной версии — «Любовь во время истерии») — чёрная комедия о бизнесмене, думающем, что он болен ВИЧ. Фильм стал грандиозным хитом в Мексике и был с энтузиазмом принят по всему миру. Режиссёр Сидни Поллак был настолько впечатлён фильмом, что в 1993 году пригласил молодого режиссёра снимать эпизод в сериале производства Showtime «Падшие ангелы»; кроме него над сериалом работали такие режиссёры как Стивен Содерберг, Джонатан Каплан, Питер Богданович и Том Хэнкс.
В 1995 году Куарон закончил свой первый художественный фильм, выпущенный в США — «Маленькая принцесса» — адаптированную версию классического романа Фрэнсис Бёрнетт. Очередным фильмом вновь была экранизация — современная версия «Больших надежд» Чарльза Диккенса с Итаном Хоуком, Гвинет Пэлтроу и Робертом Де Ниро в главных ролях.
Следующим проектом, заставившим режиссёра вернуться в Мексику, был фильм «И твою маму тоже» с Марибель Верду, Гаэлем Гарсия Берналем и Диего Луной. Это провокационная дорожная комедия о двух подростках, отправляющихся в путешествие с привлекательной замужней женщиной. Откровенный образ сексуальности и достаточно грубый юмор, наряду с политически и социально острыми заявлениями, сделал фильм международным хитом и любимцем критиков. Куарон разделил номинацию на «Оскар» за «Лучший оригинальный сценарий» со своим соавтором и братом Карлосом Куароном.
В 2003 году Альфонсо Куарон снял третий фильм из серии о «Гарри Поттере» — «Гарри Поттер и узник Азкабана». Куарон столкнулся с критикой от некоторых фанатов Поттера, не разделивших его взгляд на то, каким должен быть этот фильм. В отличие от Криса Коламбуса, снявшего две первые части максимально приближёнными к книге, Куарон позволил себе более агрессивную адаптацию — с мрачной атмосферой, несколькими упущенными сюжетными линиями и т. п., что явилось шоком для многих фанатов. Между тем, автор книг Дж. К. Роулинг сказала, что это её любимая экранизация. В итоге, фильм был принят лучше, чем первые две части, а некоторые критики отметили, что это первый фильм, передавший суть романа.
Следующий проект Куарона — фильм «Дитя человеческое» — адаптация романа Ф. Д. Джеймс с Клайвом Оуэном, Джулианной Мур и Майклом Кейном в главных ролях, получившая широкое признание критиков и три номинации на «Оскар». Сам Куарон получил номинации за лучший монтаж и лучший адаптированный сценарий.
Фильм «Рома» получил приз лучшему фильму Венецианского фестиваля — «Золотого льва».
Он создал кинокомпанию «Esperanto Filmoj» (с эсп. — «Эсперанто фильмы», Куарон активно поддерживает международный язык эсперанто), участвовавшую в выпуске таких популярных фильмов как, например, «Лабиринт фавна».
Член жюри Каннского кинофестиваля 2008 года.

### Личная жизнь
Вегетарианец, с 2000 года живёт в Лондоне.
Первая жена — Мариана Элисондо. Сын Хонас Куарон (род. 1981) пошёл по стопам отца, став кинорежиссёром — в 2015 году снял триллер «Пустыня». Хонас также является соавтором сценария фильма отца «Гравитация».
Вторая жена (2001—2008) — итальянская актриса и журналист Аннализа Бульяни, от которой у Альфонсо двое детей — Тесс Бу Куарон (род. 2002) и Ольмо Теодоро Куарон (род. 2005).

## Фильмография

### Полнометражные фильмы
| Год  | Фильм                                          | Режиссёр | Продюсер        | Сценарист | Примечания     |
| ---- | ---------------------------------------------- | -------- | --------------- | --------- | -------------- |
| 1988 | Долгая дорога в Тихуану                        |          | Сопродюсер      |           |                |
| 1991 | Любовь во время истерии                        | Да       | Да              | Да        |                |
| 1995 | Маленькая принцесса                            | Да       |                 |           |                |
| 1998 | Большие надежды                                | Да       |                 |           |                |
| 2001 | И твою маму тоже                               | Да       | Да              | Да        |                |
| 2004 | Гарри Поттер и Узник Азкабана                  | Да       |                 |           |                |
| 2004 | Хроники                                        |          | Да              |           |                |
| 2004 | Убить президента. Покушение на Ричарда Никсона |          | Да              |           |                |
| 2005 | Чёрная солнце                                  |          | Исполнительный  |           | Документальный |
| 2006 | Лабиринт фавна                                 |          | Да              |           |                |
| 2006 | Дитя человеческое                              | Да       |                 | Да        |                |
| 2007 | Год один                                       |          | Исполнительный  |           |                |
| 2008 | Рудо и Курси                                   |          | Да              |           |                |
| 2010 | Бьютифул                                       |          | Ассоциированный |           |                |
| 2013 | Гравитация                                     | Да       | Да              | Да        |                |
| 2015 | Это меняет всё                                 |          | Исполнительный  |           | Документальный |
| 2015 | Пустыня                                        |          | Да              |           |                |
| 2018 | Рома                                           | Да       | Да              | Да        |                |
| 2020 | Ученик                                         |          | Исполнительный  |           |                |
| 2020 | Ведьмы                                         |          | Да              |           |                |
| 2020 | Руки бога                                      |          | Исполнительный  |           |                |
| 2022 | Рэймонд и Рэй                                  |          | Да              |           |                |

### Короткометражные фильмы
| Год  | Фильм                        | Режиссёр | Сценарист | Продюсер       | Примечания                                     |
| ---- | ---------------------------- | -------- | --------- | -------------- | ---------------------------------------------- |
| 1983 | Кто он вообще такой?         | Да       | Да        |                |                                                |
| 1983 | Моя месть                    | Да       | Да        |                |                                                |
| 1983 | Квартет на конец времени     | Да       | Да        |                |                                                |
| 1997 | Систола диастола             |          | Да        |                |                                                |
| 2002 | С тебя должок                |          |           | Исполнительный |                                                |
| 2006 | Парк Монсо                   | Да       | Да        |                | Сегмент фильма-антологии «Париж, я люблю тебя» |
| 2007 | Возможность надежды          | Да       | Концепция | Да             | Документальные                                 |
| 2007 | Доктрина шока                |          | Да        | Да             | Документальные                                 |
| 2009 | Я аутист                     | Да       |           |                |                                                |
| 2010 | Вторая атака пекарни         |          |           | Исполнительный |                                                |
| 2013 | Анингаак                     |          |           | Исполнительный |                                                |
| 2014 | Грязная девочка              |          | Да        |                |                                                |
| 2022 | Ученицы                      |          |           | Да             |                                                |
| 2023 | Пастух                       |          |           | Да             |                                                |
| 2024 | Почти рождественская история |          | Сюжет     | Да             |                                                |

### Телесериалы
| Год(ы)    | Русское название          | Режиссёр | Сценарист | Исполнительный продюсер | Создатель | Примечания                                                                                          |
| --------- | ------------------------- | -------- | --------- | ----------------------- | --------- | --------------------------------------------------------------------------------------------------- |
| 1988-1990 | Урочный час               | Да       | Да        |                         |           | 6 эпизодов                                                                                          |
| 1993      | Идеальное преступление    | Да       |           |                         |           | Эпизод: «Убийство за углом»                                                                         |
| 2014      | Верь                      | Да       | Да        | Да                      | Да        | Создатель 13-ти эпизодов Режиссёр и сценарист эпизода "Пилот" Исполнительный продюсер 7-ми эпизодов |
| 2024      | Все совпадения неслучайны | Да       | Да        | Да                      | Да        | Мини-сериал, 7 эпизодов                                                                             |

## Награды и номинации
| Премия                         | Год  | Фильм                           | Категория                          | Результат |
| ------------------------------ | ---- | ------------------------------- | ---------------------------------- | --------- |
| «Оскар»                        | 2003 | «И твою маму тоже»              | Лучший оригинальный сценарий       | Номинация |
| «Оскар»                        | 2007 | «Дитя человеческое»             | Лучший адаптированный сценарий     | Номинация |
| «Оскар»                        | 2007 | «Дитя человеческое»             | Лучший монтаж                      | Номинация |
| «Оскар»                        | 2014 | «Гравитация»                    | Лучший фильм                       | Номинация |
| «Оскар»                        | 2014 | «Гравитация»                    | Лучший режиссёр                    | Победа    |
| «Оскар»                        | 2014 | «Гравитация»                    | Лучший монтаж                      | Победа    |
| «Оскар»                        | 2019 | «Рома»                          | Лучший фильм                       | Номинация |
| «Оскар»                        | 2019 | «Рома»                          | Лучший фильм на иностранном языке  | Победа    |
| «Оскар»                        | 2019 | «Рома»                          | Лучший режиссёр                    | Победа    |
| «Оскар»                        | 2019 | «Рома»                          | Лучший оригинальный сценарий       | Номинация |
| «Оскар»                        | 2019 | «Рома»                          | Лучшая операторская работа         | Победа    |
| «Золотой глобус»               | 2014 | «Гравитация»                    | Лучший режиссёр                    | Победа    |
| «Золотой глобус»               | 2019 | «Рома»                          | Лучший режиссёр                    | Победа    |
| «Золотой глобус»               | 2019 | «Рома»                          | Лучший сценарий                    | Номинация |
| BAFTA                          | 2003 | «И твою маму тоже»              | Лучший оригинальный сценарий       | Номинация |
| BAFTA                          | 2003 | «И твою маму тоже»              | Лучший фильм на иностранном языке  | Номинация |
| BAFTA                          | 2005 | «Гарри Поттер и узник Азкабана» | Лучший британский фильм            | Номинация |
| BAFTA                          | 2007 | «Лабиринт фавна»                | Лучший фильм на иностранном языке  | Победа    |
| BAFTA                          | 2014 | «Гравитация»                    | Лучший фильм                       | Номинация |
| BAFTA                          | 2014 | «Гравитация»                    | Лучший британский фильм            | Победа    |
| BAFTA                          | 2014 | «Гравитация»                    | Лучший режиссёр                    | Победа    |
| BAFTA                          | 2014 | «Гравитация»                    | Лучший оригинальный сценарий       | Номинация |
| BAFTA                          | 2014 | «Гравитация»                    | Лучший монтаж                      | Номинация |
| BAFTA                          | 2019 | «Рома»                          | Лучший фильм                       | Победа    |
| BAFTA                          | 2019 | «Рома»                          | Лучший фильм на иностранном языке  | Победа    |
| BAFTA                          | 2019 | «Рома»                          | Лучший режиссёр                    | Победа    |
| BAFTA                          | 2019 | «Рома»                          | Лучший оригинальный сценарий       | Номинация |
| BAFTA                          | 2019 | «Рома»                          | Лучшая операторская работа         | Победа    |
| BAFTA                          | 2019 | «Рома»                          | Лучший монтаж                      | Номинация |
| «Выбор критиков»               | 2014 | «Гравитация»                    | Лучший режиссёр                    | Победа    |
| «Выбор критиков»               | 2014 | «Гравитация»                    | Лучший монтаж                      | Победа    |
| «Выбор критиков»               | 2019 | «Рома»                          | Лучший режиссёр                    | Победа    |
| «Выбор критиков»               | 2019 | «Рома»                          | Лучший оригинальный сценарий       | Номинация |
| «Выбор критиков»               | 2019 | «Рома»                          | Лучшая операторская работа         | Победа    |
| «Выбор критиков»               | 2019 | «Рома»                          | Лучший монтаж                      | Номинация |
| «Независимый дух»              | 2003 | «И твою маму тоже»              | Лучший иностранный фильм           | Победа    |
| «Независимый дух»              | 2007 | «Лабиринт фавна»                | Лучший фильм                       | Номинация |
| «Независимый дух»              | 2019 | «Рома»                          | Лучший иностранный фильм           | Победа    |
| «Сатурн»                       | 2005 | «Гарри Поттер и узник Азкабана» | Лучший режиссёр                    | Номинация |
| «Сатурн»                       | 2007 | «Дитя человеческое»             | Лучший режиссёр                    | Номинация |
| «Сатурн»                       | 2014 | «Гравитация»                    | Лучший режиссёр                    | Победа    |
| «Сатурн»                       | 2014 | «Гравитация»                    | Лучший сценарий                    | Номинация |
| «Сатурн»                       | 2014 | «Гравитация»                    | Лучший монтаж                      | Победа    |
| «Спутник»                      | 2014 | «Гравитация»                    | Лучший режиссёр                    | Номинация |
| «Спутник»                      | 2014 | «Гравитация»                    | Лучший монтаж                      | Номинация |
| «Спутник»                      | 2019 | «Рома»                          | Лучший режиссёр                    | Победа    |
| «Спутник»                      | 2019 | «Рома»                          | Лучший оригинальный сценарий       | Победа    |
| «Спутник»                      | 2019 | «Рома»                          | Лучшая операторская работа         | Номинация |
| «Спутник»                      | 2019 | «Рома»                          | Лучший монтаж                      | Победа    |
| Венецианский кинофестиваль     | 2001 | «И твою маму тоже»              | Золотой лев                        | Номинация |
| Венецианский кинофестиваль     | 2001 | «И твою маму тоже»              | Золотая Озелла за лучший сценарий  | Победа    |
| Венецианский кинофестиваль     | 2006 | «Дитя человеческое»             | Золотой лев                        | Номинация |
| Венецианский кинофестиваль     | 2006 | «Дитя человеческое»             | Laterna Magica Prize               | Победа    |
| Венецианский кинофестиваль     | 2013 | «Гравитация»                    | Future Film Festival Digital Award | Победа    |
| Венецианский кинофестиваль     | 2018 | «Рома»                          | Золотой лев                        | Победа    |
| Венецианский кинофестиваль     | 2018 | «Рома»                          | SIGNIS Award                       | Победа    |
| Каннский кинофестиваль         | 2006 | «Париж, я люблю тебя»           | Un Certain Regard Award            | Номинация |
| «Сезар»                        | 2014 | «Гравитация»                    | Лучший иностранный фильм           | Номинация |
| «Давид ди Донателло»           | 2019 | «Рома»                          | Лучший иностранный фильм           | Победа    |
| Премия Гильдии режиссёров США  | 2014 | «Гравитация»                    | Лучший режиссёр                    | Победа    |
| Премия Гильдии режиссёров США  | 2019 | «Рома»                          | Лучший режиссёр                    | Победа    |
| Премия Гильдии продюсеров США  | 2014 | «Гравитация»                    | Лучший фильм                       | Победа    |
| Премия Гильдии продюсеров США  | 2019 | «Рома»                          | Лучший фильм                       | Номинация |
| Премия Гильдии сценаристов США | 2019 | «Рома»                          | Лучший оригинальный сценарий       | Номинация |